# Skydancer
Skydancer es el álbum debut de la banda sueca de death metal melódico Dark Tranquillity.
Es el único álbum en el cual Mikael Stanne no es el vocalista principal, sino Anders Fridén, que antes de entrar en In Flames, cantó en Dark Tranquillity. El álbum fue lanzado en el 2000 por Century Media Records como Skydancer/Of Chaos and Eternal Night.
El actual estilo tiene más elementos de death metal tradicional y un ambiente frío del black metal mezclado el enfoque de death metal melódico.

## Lista de canciones
Toda la músicas y arreglos fueron realizados por Dark Tranquillity

| N.º | Título                           | Letras | Duración |  |
| 1.  | «Nightfall by the Shore of Time» | Sundin | 4:46     |  |
| 2.  | «Crimson Winds»                  | Stanne | 5:28     |  |
| 3.  | «A Bolt of Blazing Gold»         | Sundin | 7:14     |  |
| 4.  | «In Tears Bereaved»              | Sundin | 3:50     |  |
| 5.  | «Skywards»                       | Stanne | 5:06     |  |
| 6.  | «Through Ebony Archways»         | Stanne | 3:47     |  |
| 7.  | «Shadow Duet»                    | Sundin | 7:05     |  |
| 8.  | «My Faeryland Forgotten»         | Sundin | 4:38     |  |
| 9.  | «Alone»                          | Sundin | 5:45     |  |

## Créditos

### Dark Tranquillity
- Anders Fridén − vocal
- Niklas Sundin − Guitarra líder, Diseño Portada
- Mikael Stanne − Guitarra rítmica, voces
- Martin Henriksson − Bajo, segunda guitarra en la pista 3
- Anders Jivarp − Batería

### Invitados
- Anna-Kaisa Avehall - Voces en las pistas 3 & 6
- Stefan Lindgren − Voces en las pistas 4 & 7, ingeniería
- Dragan Tanascovic − Ingeniería
- Kenneth Johansson − Fotos